# Photis brevipes
Photis brevipes is een vlokreeftensoort uit de familie van de Photidae. De wetenschappelijke naam van de soort is voor het eerst geldig gepubliceerd in 1942 door Clarence Raymond Shoemaker.